# Killer Frequency
Killer Frequency es un videojuego de terror y aventura en primera persona del 2023, desarrollado y distribuido por Team17. El juego transcurre en un pequeño pueblo en 1987, donde los jugadores controlan a un DJ que actúa como un despachador de radio improvisado cuando un asesino serial regresa para aterrorizar a los residentes del pueblo. El jugador debe tomar llamados de los sobrevivientes y resolver varios puzles para ayudarlos a escapar del asesino. El juego ha recibido reseñas generalmente favorables de los críticos, quienes aclamaron su jugabilidad y sus elementos de comedia de terror.

## Resumen
Killer Frequency es un videojuego de aventuras en primera persona con elementos de misterio y asesinato. El juego toma lugar en 1987 y su estética se basa fuertemente en la nostalgia de los años 80, incluyendo las paletas de neón y un entorno con paneles de madera. El estilo de arte ha sido descrito como un recordatorio a la animación con sombreado plano. La trama está inspirada en películas del género slasher, y el juego incluye referencias a varias películas de horror, incluyendo La Niebla, Friday the 13th, y la franquicia Scream.
Los jugadores asumen el papel de Forrest Nash (Josh Cowdery), un ex DJ popular y locutor de radio de Chicago, quien ha sido reubicado en el pequeño pueblo de Gallows Creek tras el declive de su carrera. Forrest deberá convertirse en un despachador improvisado cuando el «hombre que silba», el asesino serial, regresa para aterrorizar al pueblo treinta años después de su supuesta muerte.
A lo largo del juego, el jugador tomará llamados de las víctimas del asesino y deberá instruirlas para que puedan escapar resolviendo puzles y problemas. Los jugadores deberán completar estos puzles exitosamente utilizando pistas e información encontrada en la radio, para prevenir que las víctimas sean asesinadas. Aaron Riccio de Slant Magazine describió sus mecánicas como «una especie de escape room reverso donde tú proporcionas las pistas vitales para ayudar a los demás a escapar». La supervivencia de las víctimas y el resultado del juego dependerá de las decisiones del jugador y su capacidad de resolver los puzles.

## Desarrollo
El juego fue el primer juego de realidad virtual de Team17. El 1 de junio de 2023, el juego fue lanzado en PC, PlayStation 5, Xbox Series X y Series S, PlayStation 4, Xbox One, Nintendo Switch y Quest 2.

## Recepción
El juego tuvo una recepción generalmente positiva, y obtuvo un puntaje de 81 en el sitio web agregador de reseñas Metacritic. Los analistas elogiaron el balance entre tensión, el camp y el horror cómico. Softpedia le otorgó al juego 4 de 5 estrellas, aclamando la calidad de su actuación de voz y jugabilidad, pero criticando el último acto como «apresurado». Reyna Cervantes de Bloody Disgusting aclamó el uso del género slasher del juego, comparándolo favorablemente con películas de terror como La masacre de Texas 2. Rachel Watts, escritora de Rock Paper Shotgun, elogió la jugabilidad y los elementos de puzle de Killer Frequency.